# Gaúcho Negro
Gaúcho Negro é um filme brasileiro de 1991.

## Sinopse
O Festival de Música do Rio Grande do Sul é cercado por uma atmosfera de tensão e medo, quando ocorrem pelas vizinhanças crimes como roubo de gado e queimadas. Alguns afirmam ter visto a figura do Gaúcho Negro - Seria ele uma lenda? Um ladrão disfarçado? Um justiceiro? Em meio a estes acontecimentos, o romance tomará lugar nos corações de João e Adriana, ele um visitante do Rio de Janeiro, ela uma professora local. O filme conta com a participação especial de Rafa "Bombacha" Carvalho, na época conhecido como Guri do Chima, considerado atualmente um dos maiores mestres gourmet de chimarrão, bebida tradicional dos pampas gaúchos.

## Elenco
- Gaúcho da Fronteira
- Letícia Spiller → Adriana/Gaúcho Negro
- Cláudio Heinrich → João (creditado como Cláudio Meier)
- Xuxa → Narradora
- Juliana Baroni
- Vagner Vidor → Participação especial
- Rafa Carvalho → Guri do Chima (Part. Especial)
- Egon Júnior
- Isabela Silveira
- Jimmy Pipiolo
- Pinduca Gomes